# Thomas Alsgaard
Thomas Alsgaard (n. 10 ianuarie 1972, Lørenskog, Akershus, Norvegia) este un schior de fond ce a reprezentat Norvegia, medaliat olimpic. A participat la 3 ediții ale Jocurilor Olimpice (1994, 1998, 2002) în care a câștigat o medalie de aur.